# Činžovní dům v ulici Karla Hynka Máchy čp. 617 a 618 (Hradec Králové)
Činžovní dům v ulici Karla Hynka Máchy čp. 617 a 618 je městský obytný dům z 20. let 20. století, situovaný na nároží ulice Karla Hynka Máchy a Masarykova náměstí v Hradci Králové.

## Historie
Projekt domu je datován zářím 1922, stavba domu začala v prosinci 1922 a dokončena byla 31. prosince 1923. Jiné zdroje kladou vznik stavby až do roku 1926.
V roce 1964 byla budova zapsána do seznamu chráněných kulturních památek.
Autorství architektonického řešení je nejasné. Odborné prameny nejčastěji připisují autorství Pavlu Janákovi – tomu by nasvědčoval i pro tehdejší Janákovu tvorbu typický národní styl, v němž je budova navržena. Realizaci prováděli stavitelé Jan Hypius a Josef Sedlák, kteří rovněž mohli do architektonického návrhu přispět. Jako dalšího možného autora lze v literatuře najít Čeňka Pluhovského nebo Jindřicha Freiwalda.

## Architektura
Dům má dva vchody, a tedy i dvě čísla popisná: nárožní část (čp. 617) je větší, uliční část (čp. 618) v ulici K. H. Máchy menší. V nárožním domě sloužil parter obchodům, které měly sklady v suterénu. V patrech pak bylo celkem deset dvou- či třípokojových bytů se sklepy rovněž v suterénu. Jediný byt umístěný v přízemí pravděpodobně sloužil pro domovníka. Uliční část domu byla ve všech patrech obytná a obsahovala celkem osm jedno- či dvoupokojových bytových jednotek.
Obě průčelí nárožního domu jsou pětiosá, průčelí uličního domu je pouze trojosé. Fasáda přízemí je zakončena hladce omítaným světlým pásem. V patrech jsou okna členěná do kříže vsazena v geometricky dekorovaných světlých šambránách a fasáda je lemována lizénovým rámem. Nad výrazně profilovanou korunní římsou je mansardová střecha s plechovou krytinou. Plechem byla střecha pokryta až v roce 1948. Střecha je prolomena různě velkými vikýři s trojúhelníkovými štíty. Vstupní portály napodobují geometrický dekor okenních šambrán a přidávají kruhový motiv uprostřed překladu. Dvoukřídlé tmavočervené dřevěné vstupní dveře s dvojitým nadsvětlíkem jsou původní. Původní je i výrazná tmavočervená barevnost proškrabované omítky se světlými doplňky v hladké omítce.